# Eilandskerk
De Eilandskerk was een Nederlands Hervormd kerkgebouw in Amsterdam, gelegen op het Bickerseiland.

## Bouw
Op het Bickerseiland waren in de 17e eeuw enkele scheepswerven, maar er kwam steeds meer woonbebouwing. Vanaf 1660 stond er een houten kerk, die in de jaren '30 van de 18e eeuw werd vervangen door een stenen gebouw: de Eilandskerk. Deze kerk, die vanaf begin 19e eeuw bij de Nederlands Hervormde kerk hoorde, kreeg vanaf 1929 enige instroom van de Noorderkerk, omdat die vanwege te weinig bezoekers gesloten werd. De Eilandskerk was echter te bouwvallig en in 1939 gingen alle kerkgangers weer over naar de Noorderkerk.
Op 22 juli 1877 bezocht Vincent van Gogh de Eilandskerk toen zijn oom Johannes Paulus Stricker daar preekte. Later bezocht hij de kerk nog enkele malen. Het Knipscheer-orgel uit 1844 is opnieuw opgebouwd in de Gereformeerde Kerk te Strijen.
Een voorstel om de kerk in de oorlogsjaren in te richten tot gaarkeuken voor gemeentearbeiders, kwam niet tot uitvoering. In 1950 is de kerk uiteindelijk gesloopt.

## Zie ook

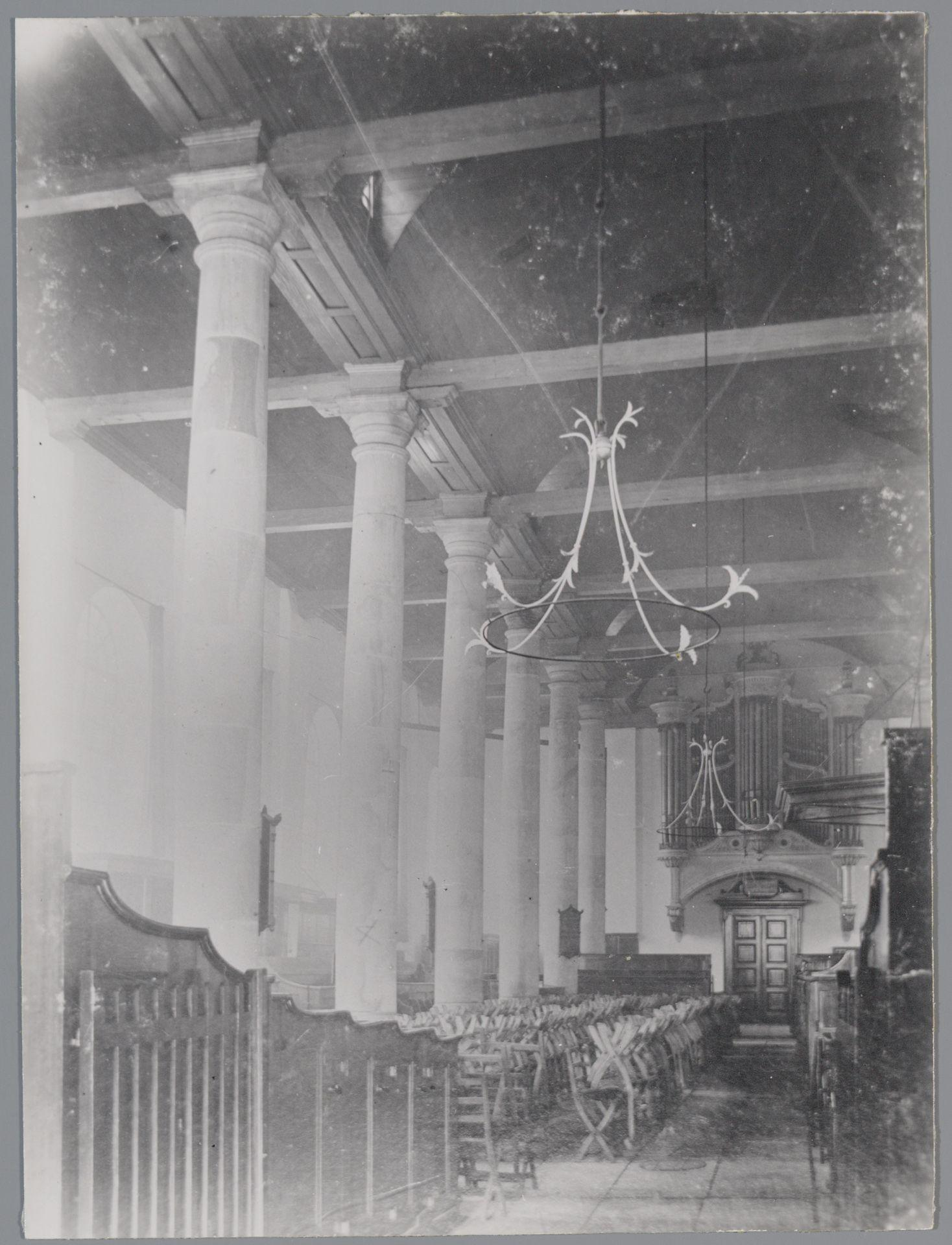
interieur van de kerk.